# Karl Silberbauer
Karl Josef Silberbauer (Wenen, 21 juni 1911 – aldaar, 2 september 1972) was een Oostenrijkse politiefunctionaris en SS'er. Hij kwam als Oberscharführer naar Amsterdam, waar hij verder opklom tot Hauptscharführer.
Na de Anschluss ging hij in 1939 bij de Gestapo werken en vanaf 1943 was hij in Nederland bij de Sicherheitsdienst (SD) werkzaam.
Hij is de man die na het verraad van de onderduikers in het Achterhuis de arrestatie van de onderduikers leidde, in opdracht van Obersturmführer Julius Dettmann. Hij was afkomstig uit Oostenrijk: Miep Gies herkende zijn Weense accent. Anne Frank en haar familie, de andere onderduikers en twee helpers (Victor Kugler – in het dagboek van Anne Frank ook bekend als Kraler – en Johannes Kleiman – in het dagboek van Anne Frank ook bekend als Koophuis) werden afgevoerd. Het dagboek is door Miep Gies bewaard. Zij heeft het na de oorlog aan Otto Frank overhandigd, de enige overlevende van de familie Frank. Otto Frank zou geen wraakgevoelens hebben gekoesterd jegens Silberbauer en noemde hem uit privacy-overwegingen zelfs 'Silberthaler'.
In april 1945 keerde Silberbauer naar Wenen terug en zat veertien maanden gevangen; niet wegens zijn hulp bij de deportatie van joden, maar om mishandeling van communisten tijdens een verhoor. Hij werd in 1954 opgenomen in het politiekorps. Hij was tegelijk spion voor de West-Duitse geheime dienst Bundesnachrichtendienst.
In 1963 werd Silberbauer in Wenen aangehouden, na twee jaar onderzoek door de Oostenrijkse speurder Simon Wiesenthal; zonder steun van Otto Frank. Wiesenthal had in 1958 besloten hem te gaan zoeken, om de twijfel van Holocaustontkenners te ontkrachten. In 1964 werd zijn strafvervolging gestaakt met als reden dat hij slechts op bevel had gehandeld. De getuigenverklaring van Otto Frank, dat Silberbauer zich bij de arrestatie van de familie Frank 'uit de hoogte' maar wel correct had gedragen, was daarvoor mede aanleiding. Vanaf 1965 keerde hij terug bij de politie, waar hij tot zijn pensionering vooral ondersteunende diensten bij de opsporing van misdadigers verleende. De Oostenrijkse auteur Melissa Müller schreef in Anne Frank - De Biografie ook over Karl Silberbauer.